# Engbertsdijksvenen

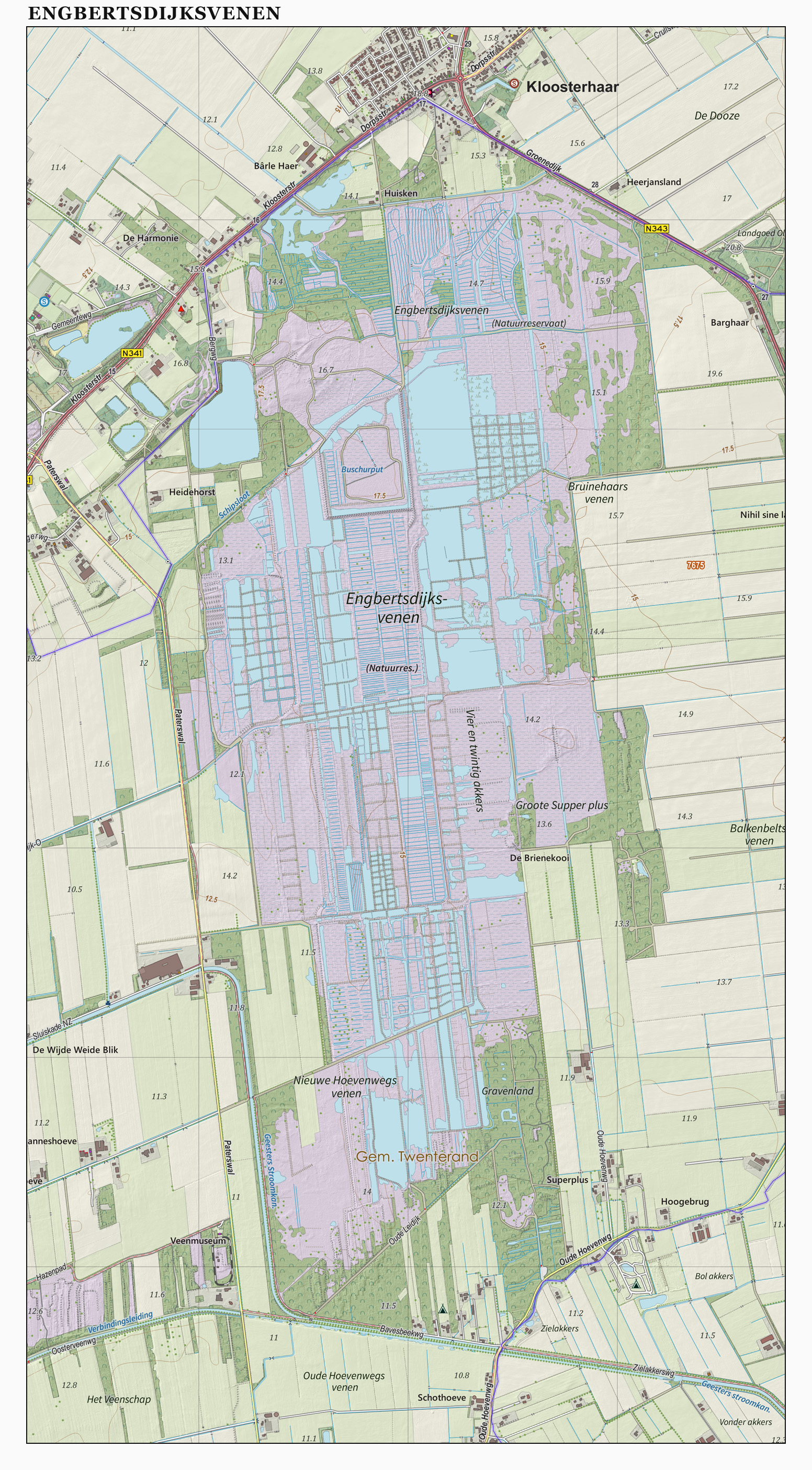
Topografische kaart van de Engbertsdijksvenen, per december 2015

De Engbertsdijksvenen is een staatsnatuurmonument in de gemeente Twenterand in Overijssel, bij Kloosterhaar ten oosten van Westerhaar-Vriezenveensewijk vlak bij de Duitse grens. Het gebied is in beheer bij Staatsbosbeheer. Het is ongeveer 1000 hectare groot.
Er zijn uitgestrekte veengebieden met heideterreinen en vennen. Het is een restant van het grote veenmoeras dat ooit het noordoosten van Nederland bedekte. Het feit dat 17 van de 25 hectare levend hoogveen in Nederland hier te vinden is, tekent de grote natuurwaarde. Het gebied maakt deel uit van het Europees netwerk van beschermde natuurgebieden: Natura 2000.
Op korte afstand van elkaar liggen verschillende landschappen. Het gebied kent duidelijke hoogteverschillen. De zandige hogere delen worden haren genoemd, de hoogste zijn bedekt met bos. Het toponiem 'haar' komt voor in meerdere namen van dorpen in de omgeving zoals Kloosterhaar, Westerhaar-Vriezenveensewijk en Bruinehaar. In de 15e eeuw begonnen de monniken van het klooster in Sibculo met de afgraving van hoogveen.

## Ontstaan van het gebied
In de Engbertsdijksvenen bleef de invloed van de mens tot in de 19e eeuw beperkt tot het weiden van schapen, boekweitbrandcultuur en kleinschalige turfwinning voor eigen gebruik. De grootschalige koloniale vervening met de bijbehorende opstrekkende verkaveling heeft plaatsgevonden in de periode 1850-1950. De aanleg van de kanalen en wijken in de periode 1890-1907 was aanzet voor grootschalige vervening vanuit Vriezenveenschewijk, het latere Westerhaar-Vriezenveensewijk. De aanleg van Het Veenkanaal was voor de vervening en het ontstaan de van de omgeving zeer bepalend. De vervening heeft het natuurgebied grotendeels zijn huidige karakter gegeven, bijvoorbeeld de grote plassen met open water die ontstaan zijn nadat het turf was afgevoerd.

## Opbouw van de bodem
Het veen in de Engbertsdijksvenen ontwikkelde zich na de laatste ijstijd. Uit pollenanalytisch onderzoek is gebleken dat de veenvorming reeds in het begin van Holoceen in de lage kommen van het Laatglaciale landschap is begonnen. Tot ongeveer 8000 jaar geleden bleef de veenvorming beperkt tot de kommen. Vanaf toen werden onder invloed van het stijgende grondwater ook de hogere terreindelen, waaronder een lage stuwwal, bedekt. Alleen de stuwwallen bij Kloosterhaar en Sibculo staken nog boven het veen uit. De dikte van het veenpakket was plaatselijk rond de zeven meter. In de Engbertsdijksvenen zijn in het laatste kwart van de twintigste- en begin eenentwintigste eeuw vergaande herinrichtingswerken uitgevoerd. Dammetjes en kaden zijn aangelegd om de waterhuishouding van het gebied zo aan te passen dat weer levend hoogveen kan ontstaan. Ook het aanwezige rustend hoogveen is ecologisch en aardkundig zeer waardevol.
De in het gebied voorkomende veenkoloniale gronden of dalgronden zijn zogenaamde randveenontginningen. Na de ontginning werd daar de grond opgehoogd met zand uit nabijgelegen dekzandkoppen en -ruggen. De bodem in de Engbertsdijksvenen bestaat uit veengronden met een veenkoloniaal dek (zeggeveen, rietzeggeveen of moerasbosveen, eventueel met zand), vlierveengronden en moerige podzolgronden.

## Natuur

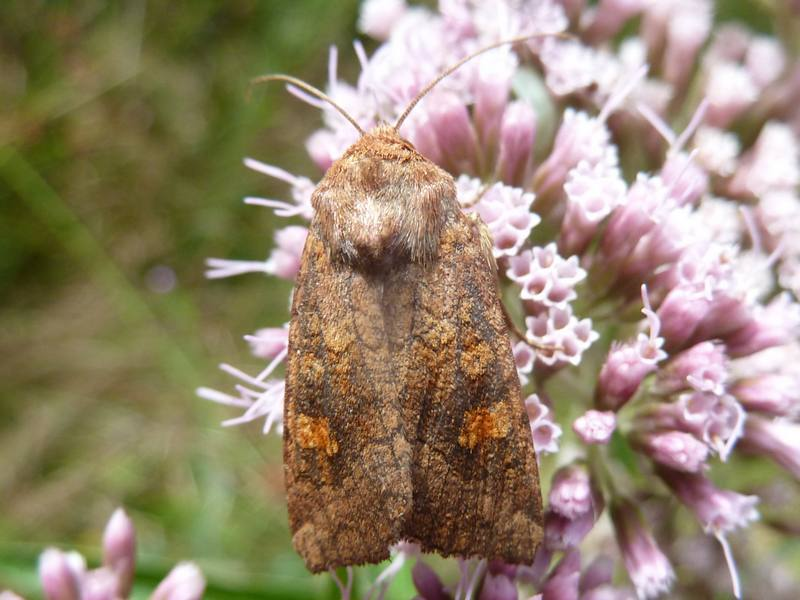
De hoogveenvlekuil is een nachtvlinder die in de Engbertsdijksvenen voor komt

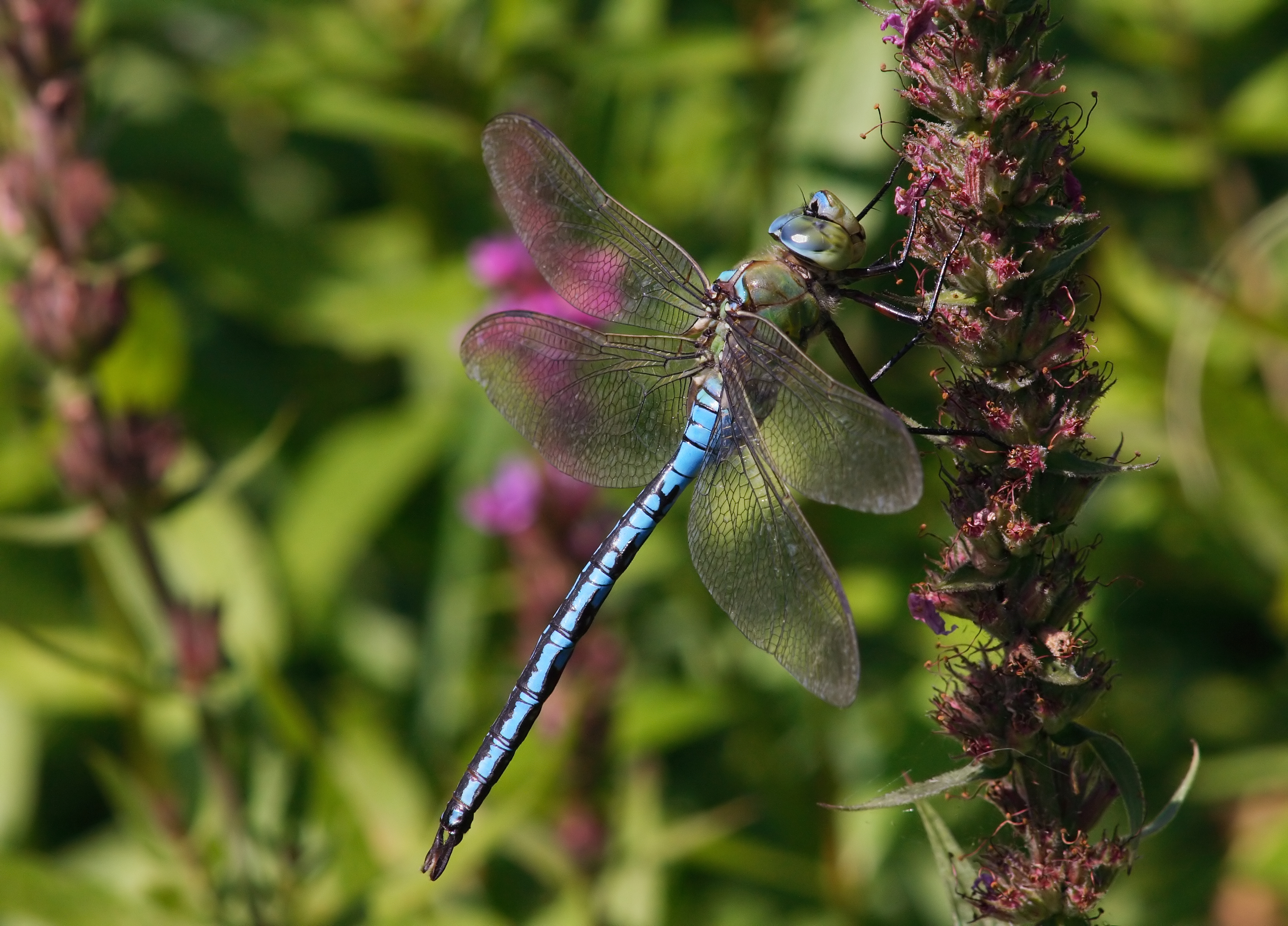
Grote keizerlibel

Naast verschillende veenmossen groeien in de Engbertsdijksvenen specifieke veenplanten als eenarig wollegras, veenbes, zonnedauw en lavendelhei. In het veenbos komt tussen de zachte berk het zeldzame slangenwortel voor. Op andere plaatsen vindt men verschillende soorten orchideeën. Er zijn veel vogelsoorten zoals de blauwborst, roodborsttapuit, kraanvogel, taigarietgans en de geoorde fuut. Ook leven er adders, gladde slangen, levendbarende hagedissen en heikikkers. Boven het water scheren 's zomers viervlek en grote keizerlibel. Het heideblauwtje is een typisch bij het gebied passende dagvlinder.

## Excursies
'Huisken' was tot eind 2012 het bezoekerscentrum van Staatsbosbeheer, gelegen net buiten de bebouwde kom van Kloosterhaar. Er is voor gekozen de ingang hier 'rustiger' te maken, om de natuur meer ruimte te geven. Men kan er nog wel het gebied in via de vijf kilometer lange gemarkeerde Heideroute waaraan een vogelobservatiehut is gelegen. Ook in het zuidelijk deel van de venen is een vogelkijkscherm en zijn enkele wandelroutes gemarkeerd.

## Smalspoor en Het Veenmuseum
Er lag in de Engbertsdijksvenen in het verleden een smalspoorlijntje, dat gebruikt werd bij de veenontginning. Tussen 1999 en 2006 liet Staatsbosbeheer er een excursietrein (de 'Veentrein') over rijden. Toen in 2008 om verdroging van het gebied tegen te gaan een keileemdam aanlegd werd in het natuurgebied verwijderde men de laatste rails.
Het nabij het natuurgebied gelegen Veenmuseum in Westerhaar-Vriezenveensewijk heeft naast een grote eigen collectie ook smalspoor en aanverwante artikelen zoals turfkarren in bruikleen van Staatsbosbeheer. Het kleinschalige buitenmuseum wil de herinnering aan het werken en leven in het veen, waaronder het smalspoor levend houden. De ruim 12.000 bezoekers die het museum halfjaarlijks aandoen worden door locomotieven met speciaal geprepareerde wagons over het museumterrein rondgereden. In de expositieruimte is veel achtergrondinformatie te vinden.